# Wardaszen
Wardaszen – wieś w Armenii, w prowincji Ararat. W 2011 roku liczyła 473 mieszkańców.